# Starček obecný
Starček obecný (Senecio vulgaris) je krátkověká, plevelná, nevysoká, od jara do podzimu žlutě kvetoucí bylina, je jedním z mnoha druhů rozsáhlého rodu starček.

## Rozšíření
Druh původem z oblastí nepříliš vzdálených od Středozemního moře se rozšířil téměř do celé Evropy, Střední Asie, na Blízký východ, jih Sibiře a Dálný východ, do Severní a Jižní Ameriky, jižní Afriky, Austrálie, na Nový Zéland i ostrovy Pacifiku. V nížinách a středních polohách v České republice roste tento zdomácnělý archeofyt velmi hojně, v chladnější vyšších polohách řidčeji nebo jen přechodně.
Vyskytuje se hlavně na půdě s nezapojenou vegetaci a jako plevel na polích, v zahradách, vinicích, ovocných sadech i sklenících, na rumištích nebo podél komunikací. Je náročný na světlo a v dobře zapojeném porostu se proti vyšším rostlinám neprosadí. Vyžaduje vlhké a živinami, hlavně dusíkem, bohaté půdy. Na chudých půdách vytváří zakrnělé rostliny s několika málo úbory, kdežto na úživných stanovištích vyrůstají rostliny velké a bujně kvetoucí. Dobře snáší zasolená místa.

## Popis
Starček obecný je velmi rychle rostoucí rostlina která má za tři až čtyři měsíce od vyklíčení zralá semena a za rok tak vytvoří až tři generace. Jednoletá nebo ozimá, lysá či pavučinatě chlupatá, tmavě zelená rostlina s jednoduchým či větveným kůlovitým kořenem z kterého vyrůstá lodyha obvykle 10 až 50 cm vysoká, ta bývá přímá nebo vystoupavá, jemně rýhovaná a někdy odspodu rozvětvená. Dužnatě vypadající listy vyrůstající na lodyze střídavě jsou v obrysu podlouhlé a čepele mají po obvodě zubaté, chobotnatě laločnaté až peřenodílné. Spodní listy jsou stažené v krátký křídlatý řapík, horní s oušky jsou přisedlé. Rostlina je velmi proměnlivého vzhledu, hlavně ve výšce i ochlupení lodyh a ve tvaru i členění listů, některé morfologické odchylky jsou považovány za variety.
Četné, krátce stopkaté květní úbory v počtu 8 až 20 jsou sestaveny do úžlabních a koncových chocholíků. Na bezplevném květním lůžku vyrůstá 60 až 80 drobných, oboupohlavných kvítků se žlutými trubkovitými korunami, jazykovité květy chybí. Válcovité úbory, rozvíjející se průběžně od jara do podzimu, mají lysý zákrov tvořený 12 až 22 listeny. Okolo nich jsou drobné šupinek s černou špičkou považované za druhou řadu zákrovu nebo za listeny zákrovečku. Rostliny vykvétají, s výjimkou mrazivého počasí, od března do listopadu. Za studených nebo deštivých dnů kdy nelétá opylující hmyz dochází k samoopylení, čnělky s bliznami se dotknou vysypaného pylu v sousedních mladších kvítcích.
Plodem je podlouhle válcovitá, dole zúžená, ochmýřená, vřetenovitá, červeně hnědá nažka 2 až 4 mm dlouhá. Má asi 10 podélných žeber mezi kterými je přitiskle chlupatá. Nažky jsou velmi lehké, HTS je 0,24 gramů. Po opadu zanechávají nažky po sobě lůžko s důlky které jsou dobře viditelné v důsledku sklopení zákrovních listenů. Čistě bílý opadavý chmýr je lesklý a trojnásobně delší než nažka.

## Rozmnožování
Rozmnožuje se pouze semeny která rozšiřuje hlavně vítr a povrchová voda, semena se šíří také kompostem, balíčkovanou sadbou i nezralým hnojem. Na jedné rostlině se vytvoří 1 až 7 tisíc nažek s různou dobou dormance. Díky krátké vegetační době rostlin vyroste na jednom stanovišti i více generací za rok, největší výskyt nových rostlin je v dubnu a na přelomu srpen-září. Semena z povrchu půdy vzcházejí mimo zimního období po celý zbytek roku, semena zahrabaná ve větší hloubce jsou po roce od vysemenění schopna vyklíčit jen z 10 %.
U tohoto terofytu je dormance semen ovlivněna teplotou při které vyrostla, ta která uzrála v létě (teplo) mohou klíčit okamžitě, dozrálá v průběhu podzimu (chlad) mají dormanci dlouhou a klíčí až při teplotách 10 až 15 °C, tedy až na jaře. Klíčení je závislé i na osvětlení, při teplotě okolo 20 °C je nutné plné osvětlení, při 10 °C vyklíčí i v zastínění. U teplot nad 30 a pod 4 °C neklíčí, optimum je 10 až 15 °C.

## Význam
Starček obecný zapleveluje řídké a prořídlé plodiny, nejvíce škodí v okopaninách, zeleninách, vinohradech a jiných zahradních kulturách, hlavně v jejich ozimých druzích. Počítá se, že při hustotě 3 až 8 plevelných rostlin na 1 m² klesají výnosy plodin až o 25 %. Vzhledem k vysokému obsahu jedovatých alkaloidů je problematická i jeho příměs v pícninách, tam se ovšem vyskytuje pouze na prořídlých místech.
Některé jeho populace se postupně stávají rezistentní vůči herbicidům ze skupiny triazinů, k inhibitorům fotosyntézy, jako jsou např. atrazin, cyanazin, chloridazon, lenacil, prometryn, simazin, terbuthylazin a terbutryn. Poprvé byly tyto odolné populace zjištěny roku 1970 v USA a nyní se vyskytují téměř v polovině Evropy včetně ČR. Starček obecný je prvým zjištěným rezistentním plevelem na světě.
Obsahuje alkaloidy senecin a senecionin které patří mezi jedy, způsobují nekrózu jater s vyústěním do cirhózy. Otravami jsou postihována hlavně zvířata a na lidi se přenášejí přes mléko od dobytka který rostliny spásal, nepříznivě působí také mouka s  příměsí většího množství jeho rozemletých semen. Dříve byla usušená nať používána v lidovém léčitelství, sloužila pro uvolnění křečí hladkého svalstva a stavění nejrůznějších krvácení.

## Taxonomie
Starček obecný se v Evropě vyskytuje ve dvou poddruzích, v ČR roste nominátní poddruh starček obecný pravý (Senecio vulgaris L. subsp. vulgaris).
Druhý poddruh, Senecio vulgaris L. subsp. denticulatus (O .F. Müll.) P. D. Sell, pochází z evropských hornatých oblastí okolo Atlantiku a Středozemního moře. Tento poddruh je výrazně ozimý a vyžaduje více času na dovršení životního cyklu, vyrůstá jen jedna generace ročně a tím má menší reprodukční potenciál. Předpokládá se, že Senecio vulgaris vulgaris se vyvinul z původnějších forem blízkých současnému Senecio vulgaris denticulatus.

Různé tvary listů
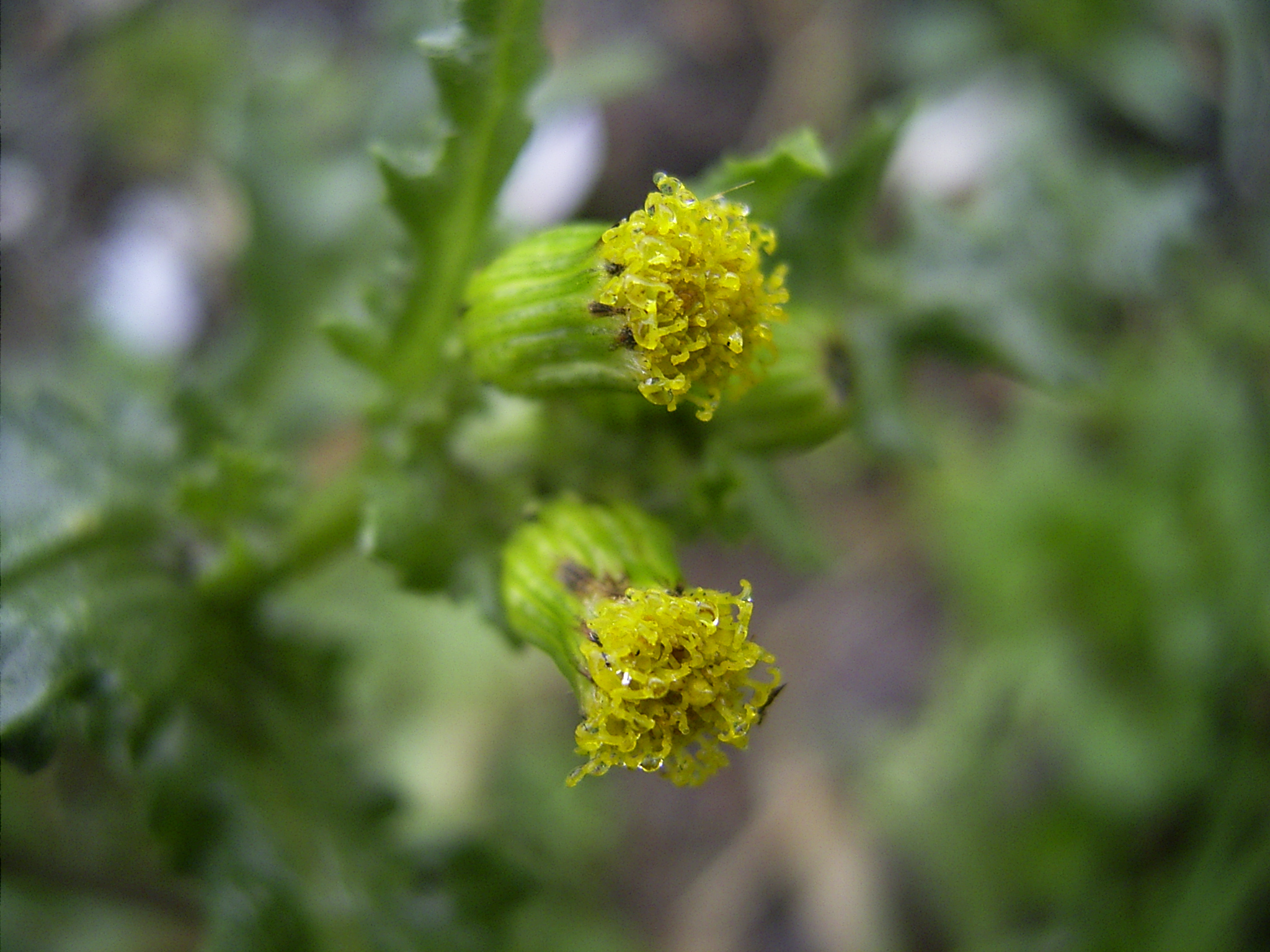
Květní úbory
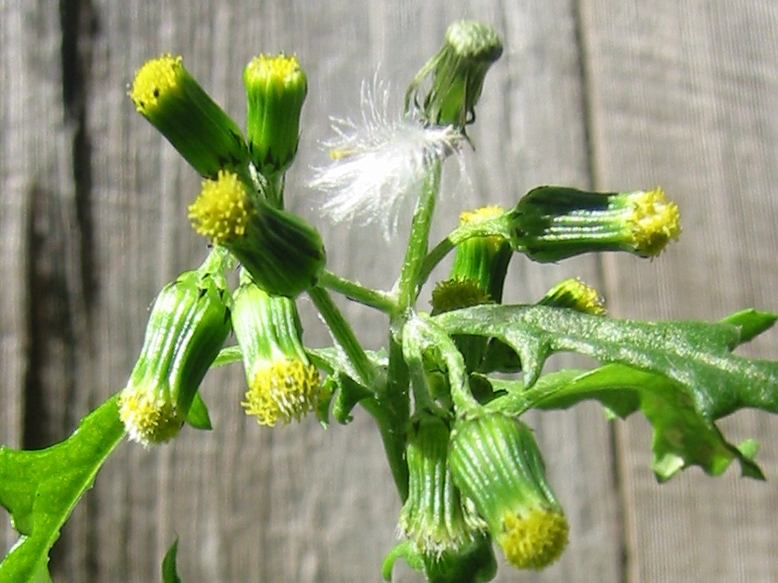
Květenství
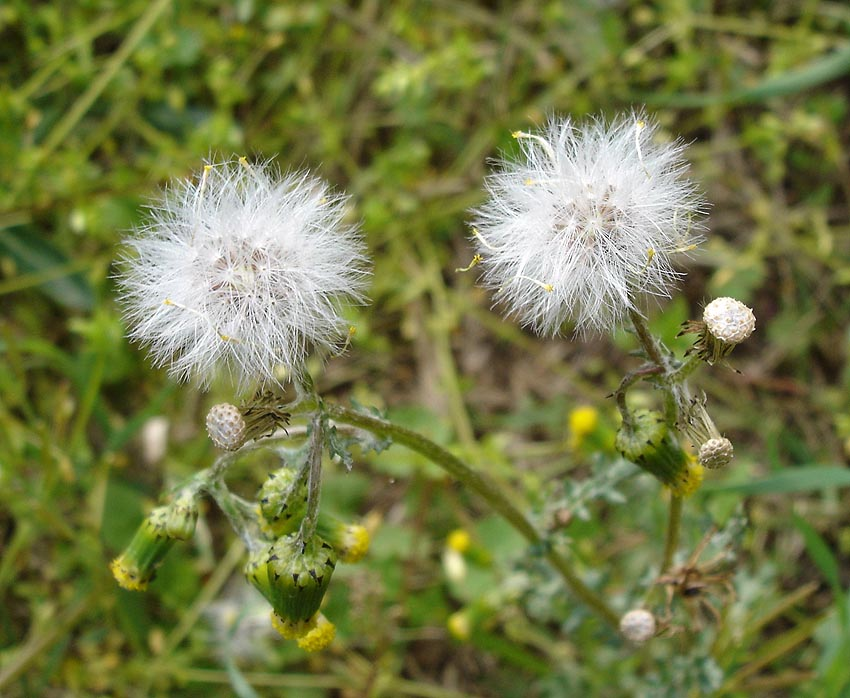
Zralé nažky s chmýrem